# Nuri al-Maliki
Nūrī Kāmil Muḥammad Ḥasan al-ʿAlī al-Mālikī, anche conosciuto come Jawād al-Mālikī (in arabo نوري كامل محمد حسن المالكي‎?; Hindiyya, 20 giugno 1950), è un politico iracheno.
È stato il Primo ministro dell'Iraq dopo le elezioni legislative del dicembre 2005 fino all'11 agosto 2014, quando il nuovo Presidente della Repubblica, Fūʾād Maʿṣūm, ha designato Ḥaydar al-ʿAbādī nuovo Premier.

## Biografia
Nato nel villaggio di Abū Gharaq, nel qaḍāʾ di al-Hindiyya (poi governatorato di Karbalāʾ, fra Karbalāʾ e al-Hilla), è un musulmano sciita ed è il leader del Partito Islamico Daʿwa. Fu nominato per succedere al governo di transizione di Ibrāhīm al-Jaʿfarī. Dopo l'elezione di Ḥaydar al-ʿAbādī, si è dichiarato immediatamente ostile alla scelta del Presidente, opponendosi al nuovo governo.

### Gioventù
Nūrī Kāmil al-Mālikī ha conseguito il diploma di studi superiori nell'Uṣūl al-Dīn College di Baghdad (dove si studia diritto) e la laurea triennale in "Lingua araba" all'Università di Baghdad. Al-Mālikī ha vissuto per qualche tempo ad al-Ḥilla, dove ha lavorato nel Dipartimento dell'Educazione. Aderì al Partito Islamico Daʿwa (che vuol dire "richiamo, appello") mentre era studente universitario.

### Esilio e ritorno in Iraq
Nel 1980, il governo di Saddam Hussein condannò a morte al-Mālikī per le sue attività nel partito Daʿwa.  Visse pertanto da quel momento in esilio dapprima in Iran e poi in Siria, usando la "kunya da battaglia" di Abū Isrāʾ (Arabo ابو اسراء, "Quello del Viaggio [Notturno]").

In Siria diresse un giornale, al-Mawqif (La situazione) e guidò l'Ufficio del partito per il Jihād (Maktab al-Jihād), una sezione responsabile dell'organizzazione degli attivisti e dei guerriglieri che combattevano il regime di Saddam Hussein all'esterno dell'Iraq. Fu eletto presidente del Comitato d'Azione Congiunta, una coalizione di oppositori del regime iracheno, basata a Damasco, che portò alla costituzione del Congresso Nazionale Iracheno, un movimento d'opposizione a Saddam appoggiato dagli Stati Uniti, col quale il partito Daʿwa collaborò fra il 1992 e il 1995. Alcuni diplomatici stranieri che avevano la responsabilità di mantenere i legami fra l'opposizione irachena in Siria nel corso della guerra, sostennero che al-Mālikī era sempre stato una figura minore nel periodo antecedente il 2003.  Mentre era in esilio, al-Mālikī adottò lo pseudonimo di "Jawād", che usò anche dopo il suo ritorno in Iraq.
Tornato in patria dopo la caduta di Saddam, divenne il numero due della Commissione per la de-baʿthificazione del governo provvisorio iracheno, incaricato della depurazione dei funzionari del vecchio partito Baʿth che dominavano il vecchio governo e dei militari che controllavano l'esercito sconfitto. Molti arabi sunniti avversarono profondamente la Commissione, vedendovi uno strumento della cospirazione sciita per impadronirsi del potere Iraq, malgrado i funzionari del partito Baʿth provenissero tanto dalle file sciite quanto da quelle sunnite.
Al-Mālikī fu eletto nell'Assemblea Nazionale transitoria irachena nel gennaio 2005. Fu considerato un severo negoziatore nel trattare le delibere riguardanti la nuova costituzione e fu come membro anziano sciita della Commissione che licenziò la bozza della nuova Costituzione dell'Iraq, adottata nell'ottobre del 2005, superando le obiezioni sunnite arabe. Resisté agli sforzi degli statunitensi di accogliere più sunniti nella commissione incaricata di stilare la bozza costituzionale, come pure ai tentativi sunniti di alleggerire i provvedimenti che concedevano una più ampia autonomia agli sciiti e alle regioni sunnite curde, rispettivamente nelle regioni meridionali e settentrionali del Paese.

### Nomina a Primo Ministro
Nel dicembre 2005 alle elezioni parlamentari, l'Alleanza Irachena Unita si aggiudicò la maggioranza dei seggi e designò Ibrāhīm al-Jaʿfarī come Primo Ministro a pieno titolo dell'Iraq del dopo-Saddam. Tuttavia al-Jaʿfarī dovette fronteggiare l'opposizione sia dei sunniti arabi sia delle fazioni sunnite curde che negoziavano la loro partecipazione al nuovo governo. Nell'aprile 2006, al-Jaʿfarī fu rimosso da tale incarico e il 22 aprile 2006, al-Mālikī fu nominato Primo Ministro, su designazione del Presidente della Repubblica Jalāl Tālabānī.
L'Ambasciatore USA in Iraq, Zalmay Khalilzad (di origini afghane), dichiarò che "la reputazione [di al-Mālikī] è quella di chi è indipendente dall'Iran" e che "egli vede se stesso come un arabo" e un nazionalista iracheno. Khalilzad sottolineò pure che l'Iran "premeva su ognuno perché Jaʿfarī rimanesse al suo posto".  La nomina di al-Mālikī è stata considerata come una vittoria per gli sforzi di Khalilzad, miranti al negoziato. Khalilzad elogiò gli statisti iracheni, dicendo "Si dimostra che l'Ayatollah Sīstānī non ha preso la direzione gradita agli iraniani. Si dimostra che ʿAbd al-ʿAzīz al-Ḥakīm (membro dell'Ufficio politico del Supremo Consiglio della Rivoluzione Islamica in Iraq, o Sciri, sciita) non cede alle pressioni iraniane. Resta dritto in piedi di fronte all'Iran. Si dimostra la medesima cosa circa i leader curdi." Questa lettura riflette una precisa posizione del governo statunitense. Il 20 maggio 2006, al-Mālikī presentò il suo governo al Parlamento, salvo che per i dicasteri della Difesa e degli Interni. Egli annunciò che avrebbe assunto ad interim il ministero degli Interni e che Salām al-Zawbaʿī avrebbe agito ad interim come ministro della Difesa. "Preghiamo che Dio Onnipotente ci dia la forza di poter realizzare gli ambiziosi obiettivi del nostro popolo che ha molto sofferto", disse al-Mālikī ai membri dell'Assemblea. al-Mālikī aggregò alcuni arabi sunniti nel suo governo di unità nazionale.

## Primo Ministro in carica

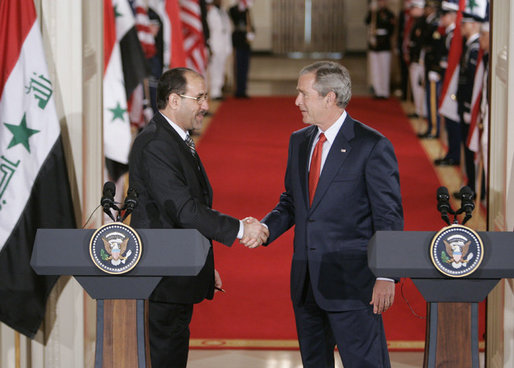
Il Primo Ministro Nūrī al-Mālikī stringe la mano al Presidente statunitense George W. Bush nella East Room della Casa Bianca, il 25 luglio del 2006, in occasione della conferenza-stampa ivi svolta.

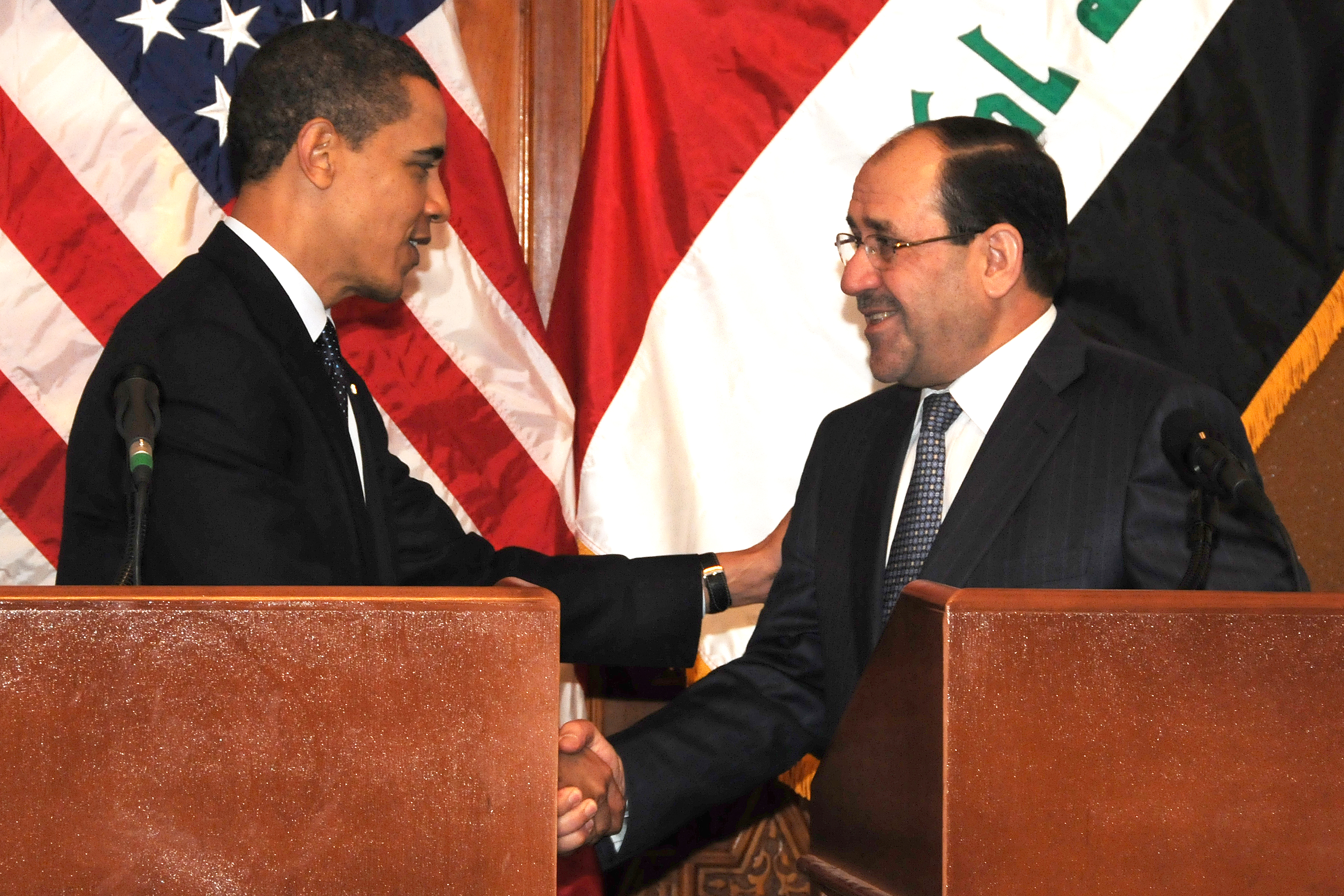
Il Primo Ministro Nūrī al-Mālikī nel suo incontro del 7 aprile 2009 col neoeletto Presidente statunitense Barack Obama

Come Primo Ministro, al-Mālikī ha espresso la sua intenzione di eliminare le milizie armate, che egli ha definito "gruppi armati organizzati che agiscono al di fuori dello Stato e contro la legge". È stato peraltro criticato per aver perso troppo tempo per nominare i ministri permanenti della Difesa e degli Interni, cosa cui ha provveduto l'8 giugno 2006, proprio allorché al-Mālikī e gli statunitensi annunciarono l'uccisione del leader di al-Qāʿida in Iraq, Abū Muṣʿab al-Zarqāwī.
Nel frattempo, al-Mālikī criticò le forze armate della coalizione appena divenne nota l'accusa della loro deliberata uccisione di civili iracheni (a Ḥadītha e altrove). Si dice che egli avesse affermato: "[questo] è un fenomeno diventato usuale in molte forze multinazionali. Nessun rispetto per i cittadini, distruzione di automobili civili e uccisione di persone sulla base d'un semplice sospetto o d'una supposizione. È inaccettabile". Secondo l'Ambasciatore Zalmay Khalilzad, le dichiarazioni di al-Mālikī erano state malamente riportate ma non è mai stato chiarito in che senso.

### Visite ufficiali
Il 13 giugno 2006, il Presidente statunitense George W. Bush effettuò una visita a Baghdad per incontrare al-Mālikī e il Presidente dell'Iraq Jalāl Tālabānī, in segno di appoggio al nuovo governo.  Il 25 giugno, al-Mālikī presentò un piano di riconciliazione nazionale al parlamento iracheno. Esso prevedeva l'eliminazione dalle strade delle potenti milizie armate, l'apertura di un dialogo con i ribelli e il ripensamento dell'avvenuta epurazione dei membri del partito Baʿth un tempo dominante.  Alcuni osservatori videro in questo un importante passo per la ricostruzione dell'Iraq.
Nel luglio del 2006, quando al-Mālikī visitò gli USA, la violenza non era diminuita e, anzi, era cresciuta, convincendo numerose persone a concludere che il piano di riconciliazione era fallito.
Il 26 luglio 2006, al-Mālikī si rivolse ai partecipanti dell'adunanza generale del Congresso statunitense..
Numerosi parlamentari del Partito Democratico di New York boicottarono il discorso dopo la condanna da lui espressa nei confronti di Israele a proposito della seconda guerra israelo-libanese del 2006. Howard Dean, il rappresentante democratico al Congresso, affibbiò ad al-Mālikī l'etichetta di "anti-semita" e affermò che gli USA non potevano sacrificarsi così tanto in Iraq e poi consegnare il paese a gente come al-Mālikī.
L'11 settembre 2006, al-Mālikī fece la sua prima visita ufficiale nel confinante Iran sciita, la cui influenza in Iraq era a tutti nota. Egli scelse gli Stati sunniti del Golfo Persico per la sua prima visita ufficiale ma la sua visita nel potente Stato dell'Iran contrariò verosimilmente i sunniti iracheni. Discusse con i responsabili iraniani, incluso il Presidente Maḥmūd Aḥmadinejād sul "principio della non-ingerenza negli affari interni" degli Stati nel corso della sua visita dell'11-12 settembre 2006, cioè sulla situazione politica e della sicurezza. L'annuncio della sua visita faceva seguito a una disputa fra i due paesi in cui le guardie di confine iraniane, nella settimana che era cominciata domenica 3 settembre 2006, avevano arrestato guardie irachene con l'accusa di aver oltrepassato la comune frontiera. Ibrahim Shaker, il portavoce del ministero iracheno della Difesa, disse che la pattuglia irachena di 5 soldati, un ufficiale e un traduttore, stava semplicemente facendo il "proprio dovere".

### Prospettive governative
La stabilità del governo di al-Mālikī dipende dalla tenuta della non-belligeranza avviata con il leader sciita Muqtada al-Sadr, che controlla uno dei maggiori blocchi di deputati in parlamento, e con ʿAbd al-ʿAzīz al-Ḥakīm, che guida la milizia Badr e il maggior partito politico sciita del paese, il Consiglio Supremo della Rivoluzione Islamica in Iraq (SCIRI, secondo la dizione inglese). Una lunga ostilità fra le rispettive famiglie è degenerata in una rivalità personale e politica fra i due uomini e le loro milizie si sono scontrate in armi a cadenze quasi periodiche.
Nell'ottobre del 2006, dubbi sono stati espressi circa la volontà e la capacità di al-Mālikī di sconfiggere le milizie sciite.  Al-Mālikī è stato molto critico circa un raid statunitense che aveva come obiettivo un esponente di tali milizie.

### Censura
Il 24 agosto 2006, fece oscurare i canali televisivi che mettevano in onda immagini delle quotidiane cruente stragi nel paese e minacciò azioni legali contro chiunque avesse violato questo ordine censorio. Il Magg. Gen. Rashid Flayah, capo della Divisione Nazionale di Polizia aggiunse: "... Noi stiamo costruendo il paese con i Kalashnikov e voi dovreste aiutarci a costruirlo con la vostra penna".

## Polemiche sull'esecuzione di Saddam Hussein
In occasione dell'esecuzione dell'ex-dittatore iracheno Saddam Hussein, il suo governo ha ricevuto una serie di dure critiche - fra cui quelle delle stesse autorità civili e militari statunitensi - a causa delle modalità in cui l'impiccagione è stata eseguita. Il condannato a morte infatti fu fatto oggetto di pesanti insulti da parte delle guardie carcerarie (precauzionalmente incappucciate al fine d'impedirne l'identità ed eventuali future vendette), una parte delle quali (successivamente arrestate) ha ripreso con gli apparati fotografici dei propri telefoni cellulari le fasi immediatamente precedenti la morte e quelle dell'esecuzione vera e propria.

Pochissimi giorni dopo al-Mālikī ha informato l'opinione pubblica internazionale e nazionale che non avrebbe portato a compimento il suo intero mandato politico: promessa completamente disattesa.

### Citazioni
"Sono un amico degli Stati Uniti, ma non sono l'uomo dell'America in Iraq".